# Юпитер и Фетида
«Юпитер и Фетида» (фр. Jupiter et Thétis) — картина Жана Огюста Доминика Энгра, французского художника, созданная в 1811 году и ныне хранящаяся в Музее Гране, в Экс-ан-Провансе (Франция). Написанная, когда художнику был ещё 31 год, эта работа резко и демонстративно противопоставляет величие и мощь рождённого в облаках олимпийского мужского божества миниатюрной и полуобнажённой нимфе. Сюжет для картины Энгр заимствовал из эпизода «Илиады» Гомера, в котором морская нимфа Фетида умоляет Юпитера вмешаться и улучшить судьбу её сына Ахилла, который в это время был участником Троянской войны.

## Стиль и сюжет
Картина отображает традиции как классического, так и неоклассического искусства, особенно отмеченного в её грандиозном масштабе: 324 на 260 см. Энгр создал в ней множество визуальных контрастов между богом и скользящей по нему нимфой: Юпитер показан лицом к зрителю, широко раскинувшим по полотну руки и ноги, а цвет его одежды и плоти перекликается с цветом мрамора у его ног. Напротив, Фетида изображена в чувственных изгибах и в мольбе к жестокому богу, держащему судьбу её сына в своих руках. Правая рука Фетиды ложится на бедро Юпитера с намёком на эротическую ласку, в то время как её темно-зелёное платье подчёркивает ужас и плохое предчувствие, усиленное голым пейзажем позади. Её одежда подтянута к нижней части бедра и, кажется, вот-вот спадёт. Центральным элементом композиции служит левая рука Фетиды, вытянутая вертикально вверх и пытающаяся погладить бороду бога.
Поза Юпитера тесно связана со знаменитой хрисоэлефантинной скульптурой, статуей Зевса в Олимпии, одним из Семи чудес Древнего мира. Она была сделана древнегреческим скульптором Фидием около 432 года до н. э. и разрушена в древности, но поза бога осталась известной благодаря монетам и небольшим копиям. В картине его поза перевёрнута справа налево, а его левая рука оказывается выше, чем у статуи, которая держала статую Ники.
«Юпитер и Фетида» были написаны в соответствии с обязательствами художника перед Французской академией в Риме, и хотя её надменный тон верно отражал патриархальный уклон режима Наполеона I посредством контраста между мужской властью и женским раболепием, картина обычно рассматривается как неприятие подобных ценностей. Энгр высоко ценил эту картину, и в какой-то мере она сочетала в себе значимые мотивы его творчества: сладострастие женского характера и властную строгость мужского божества.
Энгр держал «Юпитера и Фетиду» в своей мастерской до 1834 года, когда она была приобретена государством. В 1848 году он сделал единственную карандашную копию картины. Полотно было впервые выставлено на Парижском салоне 1811 года, в то время, когда внимание Энгра к линии в сочетании с его пренебрежением к анатомической достоверности еще не снискало благосклонности критиков.